# Дураццо, Стефано (кардинал)
Стефано Дураццо (итал. Stefano Durazzo; 5 августа 1594, Мультедо, Генуэзская республика — 11 июля 1667, Рим, Папская область) — итальянский куриальный кардинал. Дядя кардинала Марчелло Дураццо. Генеральный казначей Апостольской Палаты с 30 августа 1627 по 28 ноября 1633. Про-генеральный казначей Апостольской Палаты с 28 ноября 1633 по 1 февраля 1634. Апостольский легат в Ферраре с 2 мая 1634 по 22 октября 1637. Архиепископ Генуи с 5 марта 1635 по 1 октября 1664. Апостольский легат в Болонье с 21 мая 1640 по 27 ноября 1642. Кардинал-священник с 28 ноября 1633, с титулом церкви Сан-Лоренцо-ин-Панисперна с 9 января 1634 по 11 октября 1666. Кардинал-священник с титулом церкви Сан-Пьетро-ин-Винколи с 11 октября 1666 по 11 июля 1667. Кардинал-протопресвитер с 11 октября 1666 по 11 июля 1667. 